# Okrajno sodišče v Slovenj Gradcu
Okrajno sodišče v Slovenj Gradcu je okrajno sodišče Republike Slovenije s sedežem v Slovenj Gradcu, ki spada pod Okrožno sodišče v Slovenj Gradcu Višjega sodišča v Mariboru. Trenutna predsednica (december 2024) je Vesna Rebernik Jamnik.